# 機器人：英雄不會死
机器人：英雄不会死（烏克蘭語：Кiборги: Герої не вмирають） 是一部2017年乌克兰战争剧情片，故事圍繞著顿巴斯战争期间的第二次頓涅茨克機場戰役而展開。

## 製作和发行
影片预算為180万美元，其中有一半由乌克兰政府提供，同時乌克兰国防部和乌克兰武装部队总参谋部協助劇組拍攝電影。

## 劇情
五位乌克兰兄弟參加了為保衛頓涅茨克國際機場而打響的第二次頓涅茨克機場戰役这五个人代表了不同的社会阶层、职业和信仰。。